# Acraea iturinoides
Acraea iturinoides är en fjärilsart som beskrevs av Stoneham 1936. Acraea iturinoides ingår i släktet Acraea och familjen praktfjärilar. Inga underarter finns listade i Catalogue of Life.